# Spisak sondažnih raketa
Ovo je lista sondažnih raketa koje se koriste za suborbitalne istraživačke letove.

## Argentina
- Gamma Centauro[1]
- Gradicom-1[2]
- Proson-M1[2]
- Rigel series[3]
  - Canopus-1,[4] Canopus 2,[5]
  - Castor (A)[6]
  - Centenario[7]
- Orión series[8]
  - Orión-1, Orión-2[9]

## Australija
- Aeolus[10]
- Aero High[11]
- AUSROC series
  - AUSROC I, AUSROC II, AUSROC II-2, AUSROC 2.5, AUSROC III
- Cockatoo series
  - Cockatoo Mk 1, Cockatoo Mk 2, Cockatoo Mk 3, Cockatoo Mk 4[12]
- Corella[13]
- HEAC[14]
- HAD[14]
- HARP[14]
- HAT[14]
- Long Tom[15]
- Lorikeet series
  - Lorikeet Mk-1,[16] Lorikeet Mk-2[17]
- Kookabura series
  - Kookaburra Mk.1, Kookaburra Mk.2, Kookaburra Mk.3[18]
- Sighter[19]
- Zuni[20]

## Brazil
- MB[21]
- Sonda family[22]
  - Sonda 1,[23] Sonda 2,[24] Sonda 3,[25] Sonda 3 M1,[26] Sonda 4[27]
  - VS-30,[28] VS-30/Orion,[29] VS-40,[30] VSB-30[31]
- S-40 series
  - VS-40M
- VSV-30 (Brazilsko vozilo za istraživanje)[32]

## Kanada
- Black Brant[33][34]
- Black Brant 1 (Black Brant I)[35]
- Black Brant 2,  (Black Brant II)[36] Black Brant 2B (Black Brant IIB)[37]
- Black Brant 3,  (Black Brant III)[38] Black Brant 3B (Black Brant IIIB)[39]
- Black Brant 4[40] Black Brant 4A (Black Brant IVA),[41] Black Brant 4B (Black Brant IVB)[42]
- Black Brant 5,[43] Black Brant 5A (Black Brant VA),[44] Black Brant 5B (Black Brant VB),[45] Black Brant 5C (Black Brant VC)[46]
- Black Brant 6 (Black Brant VI)[47]
- Black Brant 7 (Black Brant VAII)[48]
- Black Brant 8 (Nike-Black Brant),[49] Black Brant 8B,[50] Black Brant 8C[51]
- Black Brant 9, (Black Brant IX)[52] Black Brant 9B, (Black Brant IXB)[53] Black Brant 9BM1,[54] Black Brant 9CM1 (Black Brant 9 Mod-1, Starfire-1)[55]
- Black Brant 10, (Black Brant X)[56] Black Brant 10B, (Black Brant XB)[57] Black Brant 10CM1 (Black Brant Mod-1)[58]
- Black Brant 11 (Black Brant XI),[59] Black Brant 11-A[60]
- Black Brant 12 (Black Brant XII),[61] Black Brant 12-A[60]
- Excalibur, Excalibur 2[62][63]
- HARP 5-1,[64] HARP 5-3,[65]
- HARP 7-1,[66] HARP 7-2[67]
- Martlet,[68] Martlet 1[69]
- Martlet 2, Martlet 2A, Martlet 2B, Martlet 2C,[70] Martlet 2G[71]
- Martlet 3,[72] Martlet 3A,[73] Martlet 3B,[74] Martlet 3D,[75] Martlet 3E[76]
- Martlet 4,[77] Martlet 4A,[78] Martlet 4B,[79] Martlet 4C[80]
- Scorpius SR-XM-1 (Wild Fire))[81]

## Kina
- 761 (rockets)[82]
- DF-21[83]
- THP2[84]
- THP6[85]
- T-7,[86] T-7A,[87] T-7A-S2,[88] T-7A-S,[89] T-7/GF-01A,[90] T-7M[91]
- Tianying-3C[92][93]
- Zhinui[94]

## Demokratska Republika Kongo
- Troposphere series[95][96]
  - Troposphere 1, Troposphere 2, Troposphere 3, Troposphere 4, Troposphere 5, Troposphere 6

## Egipat
- Al Kahir[97][98]

## Francuska
- Antares (rockets)[99]
- Aurore[100]
- Belenos[101]
- Belia[102]
- Bélier (rocket) family[103]
  - Bélier I (Jericho),[104] Belier II (Export),[105] Bélier III (Vega),[106]
- Belisama (rockets),[107]
- Bérénice series[108]
  - Bérénice-1,[109] Berenice-2,[110] Berenice-3[111]
- Centaure, (Venus)[112] Centaure 1,[113] Centaure 2A,[114] Centaure 2B,[115] Centaure 2C[116]
- Daniel (rockets)[117] l[118]
- Dauphin[119]
- Dragon (Stromboli),[120] Dragon-2B,[121] Dragon-3,[122]
- Emma[123]
- Epona (rockets)[124]
- Éridan[125]
- Lex (rockets)[126]
- Meteo[127] Meteo-MD[128]
- Monica,[129] Monica I,[130] Monica IV[131]
- Pegase[132]
- Rubis[133]
- Stromboli (rockets)[134]
- Tacite[135]
- Titus[136]
- Véronique (rocket)[137]
- Véronique 61,[138] Véronique 61M,[139] Véronique AGI,[140] Véronique N,[141] Véronique NA[142]
- Vesta (rockets)[143]

## Nemačka
- Mohr Rocket[144]
- Forschungsflugkorper[145]
- Cirrus,[146] Cirrus I,[147] Cirrus II,[148]
- Poggensee (rockets)[149]
- Kumulus[150]
- Seliger Rocket family,[151] Seliger 1,[152] Seliger 2,[153] Seliger 3,[154]
- V-2[155]

## Holandija
- T-Minus Dart[156]
- CanSat[157]
- Stratos series
  - Stratos I,[158] Stratos II,[159] Stratos II+,[160] Stratos III[161]

## Indija
- Rohini series[162]
  - Menaka II[163]
  - RH-75[164]
  - RH-125[165]
  - RH-200[166]
  - RH-200SV[167]
  - RH-300[168]
  - RH-300/RH-200/RH-200[169]
  - RH-300 Mk II[170]
  - RH-560[171]
  - RH-560 Mk II[172]
  - RH-560/300 Mk II[173]
- Advanced Technology Vehicle[174]
- Vyom[175]

## Indonezija
- LAPAN[176]
- RX-250[177]
- RX-250-LPN[178]

## Međunarodni
- CanSat[179]

## Iran
- Kavoshgar series[180][181][182][183][184][185]
  - Kavoshgar 1 (Type A)[186]
  - Kavoshgar 2, 3 (Type B)[187]
  - Kavoshgar 4, 5, 6, Pishgam (Type C),[188]
  - Kavoshgar Pazhuhesh (Type D)[189]

## Italija
- Rocksanne series
  - Rocksanne I-X, Rocksanne I-X CT
  - Rocksanne II-X
  - Rocksanne E-X
  - HRE100K (Hybrid Rocket Engine 100K)
- Sispre series
  - Sispre C-41[190][191]
  - Sispre BDP Meteorological[190]
  - Sispre multi-stage geophysical

## Japan
- BT-310[192]
- HM-16[193]
- HIMES Rockoon[194][195]
- JCR[196]
- Kappa family,[197] Kappa 1,[198] Kappa 2,[199] Kappa 3,[200] Kappa 4,[201] Kappa 5,[202] Kappa 6,[203] Kappa 6H,[204] Kappa 7,[205] Kappa 8,[206] Kappa 8L,[207] Kappa 9,[208] Kappa 9L,[209] Kappa 9M,[210] Kappa 10,[211] Kappa 10C,[212] Kappa 10S[213]
- Lamba 2[214]
- Lamba 3,[215] Lamba 3H[216]
- MT-135,[217] MT-135JA[218] MT-135P[219]
- NAL-7[220]
- NAL-16[221]
- NAL-25[222]
- S-A[223]
- S-B[224]
- S-C[225]
- SA-II[226]
- SB-735[227]
- ST[228]
- S-160[229]
- S-210[230]
- S-250[231]
- S-300 ISAS[232]
- S-310[233]
- S-520,[234] S-520-30[235]
- SS-520[236]
- TR-1A[237]
- TT-200[238]
- TT-210[239]
- TT-500,[240] TT-500A[241][242][243][244]

## Malezija
- Low Satellite Level Project[245][246]

## Novi Zeland
- Atea-1
- Atea-2[247]

## Severna Koreja
- Hwasong 6[248][249]

## Norveška
- Pantera (rockets)[250]

## Pakistan
Pakistanski sondažni raketni program koristio je razne sondažne rakete koje su preimenovane u 3 serije. Neki letovi nisu dobili pakistansku oznaku. Sondažne rakete su letele sa raketnog poligona Sonmiani.
- Centaure (a.k.a. Rehbar, Rehnuma, Shahpar)[112]
- Dragon (a.k.a. Shahpar)[120]
- Judi-Dart (a.k.a. Rehbar, Rehnuma)[254]
- Nike-Apache (a.k.a. Rehbar)[255]
- Nike-Cajun (a.k.a. Rehbar)[256]
- Petrel (a.k.a. Rehbar)[257]
- Skua (a.k.a. Rehbar)[258]

## Poljska
- Meteor family,[259] Meteor-1,[260] Meteor-2H,[261] Meteor-2K,[262] Meteor-3[263]
- ILR-33 AMBER

## Rusija
- M-100,[264] M-100 (A1)[265] M-100A[266] M-100B[267]
- MERA[268]
- MMR06[269]
- MR-1 Meteo[270][271]
- MR-12[271]
- MR-20[272]
- MR-25[273]
- MR-30[274]
- MT-135[275]
- W-1B (R-1B), W-1D (R-1D), (W-1E (R-1E), W-1W (R-1W) Geophysical Rockets[276][277]
- R-2A[278][279]
- R-5A, R-5V (Vertikal)[280][281]
- R-11A[282][283]
- V-3V[284]
- Vertical-4[285]
- W-2A (R-2)[286][277]

## Španija
- INTA-100[287]
- INTA-255[288]
- INTA-300,[289] INTA-300B[290]
- PLD Space Miura 1

## Južna Koreja
- Blackbird (rockets)[291]
- KARI KSR-I[292]
- KARI KSR-II[293]
- KARI KSR-III[294]

## Švajcarska
- Micon Zenit[295]

## Tajvan
- Sounding Rocket[296][297]

## Velika Britanija
- Skua family[298]
  - Skua 1,[299] Skua 2,[300] Skua 3,[301] Skua 4[302]
- Petrel family[303]
  - Petrel 1,[304] Petrel 2[305]
- Skylark family[306][307]
  - Skylark 1,[308] Skylark 2,[309] Skylark 2 AC,[310] Skylark 2C,[311] Skylark 3,[312] Skylark 3 AC,[313] Skylark 4,[314] Skylark 4 AC,[315] Skylark 5,[316] Skylark 5C,[317] Skylark 6,[318] Skylark 6 AC,[319] Skylark 7,[320] Skylark 7 AC,[321] Skylark 7C,[322] Skylark 8,[323] Skylark 9,[324] Skylark 10 (Skylark 10A),[325] Skylark 11,[326] Skylark 12,[327] Skylark 12 AC,[328] Skylark 14,[329] Skylark 15,[330] Skylark 16,[331] Skylark 17,[332]
- Fulmar[333]

## SAD
- Aerobee family,[334][335][336][337]
- Aerobee RTV-N-8 (N-8a1, RTV-8 i Aerojet KSASR-SC-1, svi sa motorom KSASR-SC-1))[335][338]
- X-8 (RTV-A-1, RTV-N-10 i Aerojet KSAR-SC-2, svi sa Aerojet KSASR-SC-1 motorom) [339][340][341][342]
- Aerobee X-8A, (RTV-A-1a, RTV-N-10a, with Aerojet AJ10-25 engine),[339][343][344][345]
- Aerobee X-8B, (RTV-A-1b with Aerojet XAR-SC-1 engine - a test vehicle), [339][346][347]
- Aerobee X-8C, (RTV-A-1c, with the Aerojet AJ10-25 engine) [339][348][349]
- Aerobee X-8D, (RTV-A-1d, Aerojet AJ10-25 - apparently never launched) [339][349]
- Aerobee RTV-N-10b, with the Aerojet AJ10-24 engine, [350]
- Aerobee RTV-N-10c, with the Aerojet AJ10-34 engine, [351]
- Aerobee AJ10-25, with the AJ10-25 engine,[345]
- Aerobee AJ10-27, with the AJ10-27 engine,[352]
- Aerobee AJ10-34, with the AJ10-34 engine, [353]
- Aerobee 75 (Aerobee Hawk) [354]
- Aerobee 100 (Aerobee Junior)[355]
- Aerobee 150 (Aerobee-Hi, PWN-2), [356] Aerobee 150 MI,[357] Aerobee 150 MII[358] Aerobee 150 MII 20[359] Aerobee 150A,[360] Aerobee 150A MII[361]
- Aerobee 170 (Nike-Aerobee), [362] Areobee 170A[363]
- Aerobee 200,[364] Aerobee 200A,[365]
- Aerobee 300 (Sparrowbee also Spaerobee), [366] Aerobee 300A[367]
- Aerobee 350[368]
- Apache (rockets)[369]
- Ascamp[370]
- Aspan 300[371]
- Arcas (raketa),[372] Arcas-Robin,[373] Rooster (rocket),[374] Super Arcas[375]
- Archer (PWN-4)[376][377][378]
- Argo A-1 (Percheron)[379]
- Argus (rocket)[380]
- Aries[381]
- Ascamp[382]
- Asp I,[383]
- Asp Apache[384]
- Astrobee family,[385] Astrobee D,[386] Astrobee F,[387] Astrobee 200,[388] Astrobee 500,[389] Astrobee 1500[390]
- Athena RTV[391]
- ATK LV[392]
- Bullpup Apache[393]
- Bullpup Cajun[394]
- Blue Scout Junior[395]
- Boosted Arcas,[396] Boosted Arcas II,[397]
- Boosted Dart[398]
- Bumper[399]
- Cajun[400]
- Cajun Dart[401]
- Caleb (Project Hi-Ho)[402][403]
- Castor (rockets)[404]
- Castor Lance[405]
- CleanSweep III,[406] Cleansweep IIIA[407]
- Dac Roc[408]
- Deacon Arrow II[409]
- Deacon Judi[410]
- Doorknob 1[411][412]
- Doorknob 2[413]
- Exos (PWN-4) [414]
- GoFast[415]
- Hasp I,[416] HASP II,[376] HASP III[376]
- HJ (Honest John) Hydac, [417]
- HJ Nike Hydac,[418]
- HJ Nike Javelin,[419]
- HJ Nike,[420]
- HJ Nike Nike (Boa),[421]
- HJ Orion[422]
- Honest John-Tommahawk[423]
- Hopi Dart[424]
- HPB [425]
- Hydra-Iris[426][427]
- Hydra Sandhawk[428][427]
- Improved Malemute[429][430]
- Improved Orion[431]
- Iris (rockets)[432]
- Javelin (Argo D-4), [433] Javelin III[434]
- Jaguar[435]
- Journeyman  (Argo D-8) [334][436]
- Judy-Dart[254]
- (Kitty (WN-6, Sidewinder-HV Arcas) [437]
- Kiva/Hopi (Phoenix)[438]
- LCLV[439]
- Loki (PWN-1) [440]
- Loki II (Hawk) [441][440]
- (Loki Dart, Loki-Wasp, XRM-82, PWN-1A, also PWN-8 PWN-8B, PWN-10, PWN-11, PWN-12 Loki Datasonde) [442][443]
- Loki-Wasp [416]
- Malemute[444]
- Mesquito[445]
- Microstar[446]
- Project Nike,[447] Nike Apache,[256] Nike Hydac,[448] Nike Iroquois (Niro),[449] Nike Javelin,[450] Nike Javelin 3,[451] Nike Nike (Python),[452] Nike Orion,[453] Nike Orion Improved,[454] Nike Tomahawk,[455] Nike Viper 1,[456] Nike Yardbird,[457] Nike Cajun (PWN-3 a.k.a. CAN),[255] Nike-Deacon (DAN),[458] Nike Hawk,[459] Nike Genie,[460][461] Nike Smoke[462][463][464]
- Oriole family,[465] Oreole,[466] Oriole I (Loki-Dart),[467] Oreole II (Terrier-Oriole),[465] Oriole III (Talos Terrier Mk 70 Oreole),[468] Oriole IIIA (Terrier Oriole Nihka),[469] Oriole IV (Talos Terrier Mk 70 Oreole Nihka),[468]
- Orion,[470] Improved Orion[471]
- Owl[472]
- Ozarca[473]
- Paiute Apache[474]
- Paiute Tomahawk[475]
- Pegasus (rockets)[467]
- Peregrine[476][477]
- Phoenix (rockets)[478]
- Prospector[479]
- Purr-Kee [467]
- PWN-5 Rocksonde 200[480]
- PWN-8 Loki Datasonde PWN-B, PWN-C, PWN-D, [481]
- PWN-10 Super Loki Datasonde, PWN-10A, [482]
- PWN-11 Super Loki Datasond, PWN-11A, PWN-11D (Datasonde), [483]
- PWN-11 Super Loki Datasonde[483]
- PWN-12 Super Loki ROBIN[484]
- Raven (rockets) [485]
- Rockoon family,[334][486] Deacon-Rockoon,[487] Farside,[488] HIMES Rockoon,[489] Loki Rockoon,[490] Hawk Rockoon[491]
- Roksonde family[467][492]
- Rooster (PWN-7)[374]
- Seagull[493]
- Sandhawk[494]
- Sandhawk Tomahawk (Dualhawk)[495]
- Sarge (u fazi razvoja)[496][497]
- Sergeant Sounding Rocket[498][499]
- Sergeant-Delta[441]
- Sergeant Hydac[500]
- Scout X-2[501]
- Scanner[502]
- Sirocco (rockets)[503]
- Sidewinder Arcas,[504]
- Space Data LCLV[505]
- SpaceLoft XL,[506]
- Sparoair I [507]
- Sparrow Arcas,[508]
- Strongarm[509]
- Strypi,[423] Strypi IIAR,[510] Strypi IIR,[511] Strypi IV,[512][513] Strypi VIIAR,[514][515]
- Strypi-Tommahawk[423]
- Super Arcas[375]
- Super Chief,[516] Super Chief II,[517] Super Chief III[518]
- Super Loki[519]
- Super Loki Dart,[520] PWN-10A, PWN-10B (Super Loki Datasonde), [521] PWN-11 (Super Loki Datasonde),[522] PWN-12, (Super Loki Robin)[523]
- Talos Castor[524]
- Talos Sergeant Hydac[525]
- Talos Terrier Black Brant[526]
- Talos Terrier Black Brant-Nihka[526]
- Talos Terrier Oriole  (Oriole 3)[526]
- Talos Terrier Oriole Nihka  (Oriole 4)[526]
- Talos Terrier Perrgrine[527]
- Taurus Orion[528]
- Taurus Tomahawk[529]
- Taurus Tomahawk Nike (Taurus-Nike-Tommahawk)[530][531]
- Terasca[532]
- Terarapin[533]
- Terrier (rockets)[534]
- Terrier /551[535]
- Terrier Asp (Tarp)[536]
- Terrier ASROC Cajun (TERESCA)[537]
- Terrier Black Brant[538]
- Terrier Improved Orion[539]
- Terrier Malemute,[431] Terrier Improved Malemute (Terrier Mk.70 Patriot) [540]
- Terrier Improved Nihka
- Terrier Oriole Nihka[526]
- Terrier Orion,[541] Terrier Improved Orion[539]
- Terrier Perrgrine[527]
- Terrier Sandhawk[542]
- Terrier Sounding Rocket[543]
- Terrier Tomahawk[544]
- Tiamat[545]
- Tic (rockets)[467]
- Tomahawk[467]
- Tomahawk Sandia[546]
- Ute (rockets)[547]
- Ute Apache[548]
- Ute Tomahawk[549]
- V-2[550][551]
- Viking,[552] Viking Type 9[553]
- Viper Dart,[554] Viper IIA,[555] Viper 3A/10D Dart,[556] Viper V/Dart[557]
- Viper Falcon[558]
- Wac Corporal[334][559]
- Wasp [560]
- X-15A [561]